# 自画像 (レンブラント、マウリッツハイス美術館)
『自画像』（じがぞう、蘭: Zelfportret、英: Self-Portrait）は、オランダ絵画黄金時代の巨匠レンブラント・ファン・レインが没した1669年にキャンバス上に油彩で制作した少なくとも3点の自画像のうちの1点で、レンブラントの最後の自画像である可能性がある。画家の肩の左側に「Rembrandt / f. 1669」という署名と制作年が記されている。1947年にレンブラント協会 (オランダの美術館の作品購入を援助する組織) と個人の支援で購入されて以来、デン・ハーグのマウリッツハイス美術館に所蔵されている。

## 作品

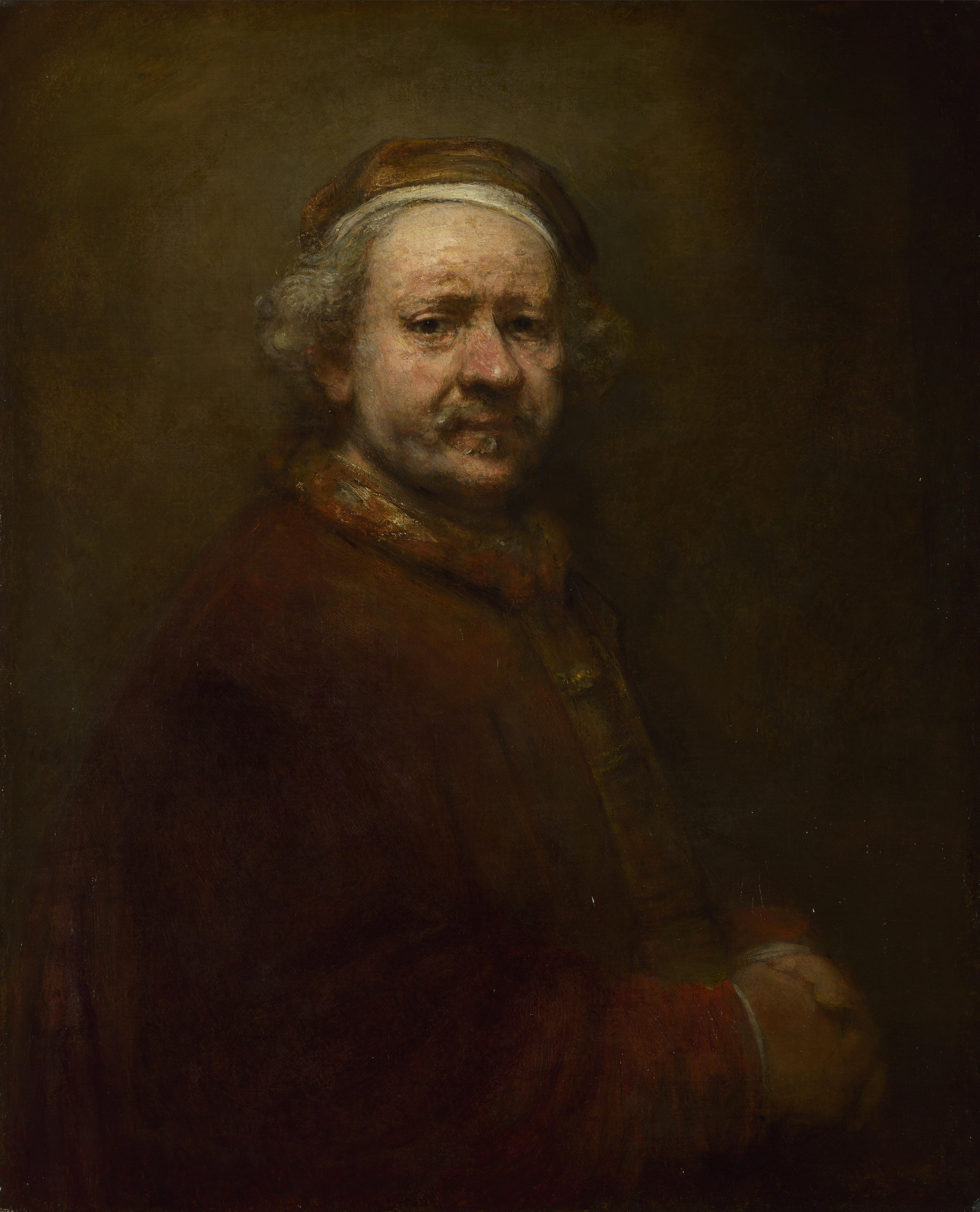
レンブラント『63歳の自画像』 (1669年)、ナショナル・ギャラリー (ロンドン)

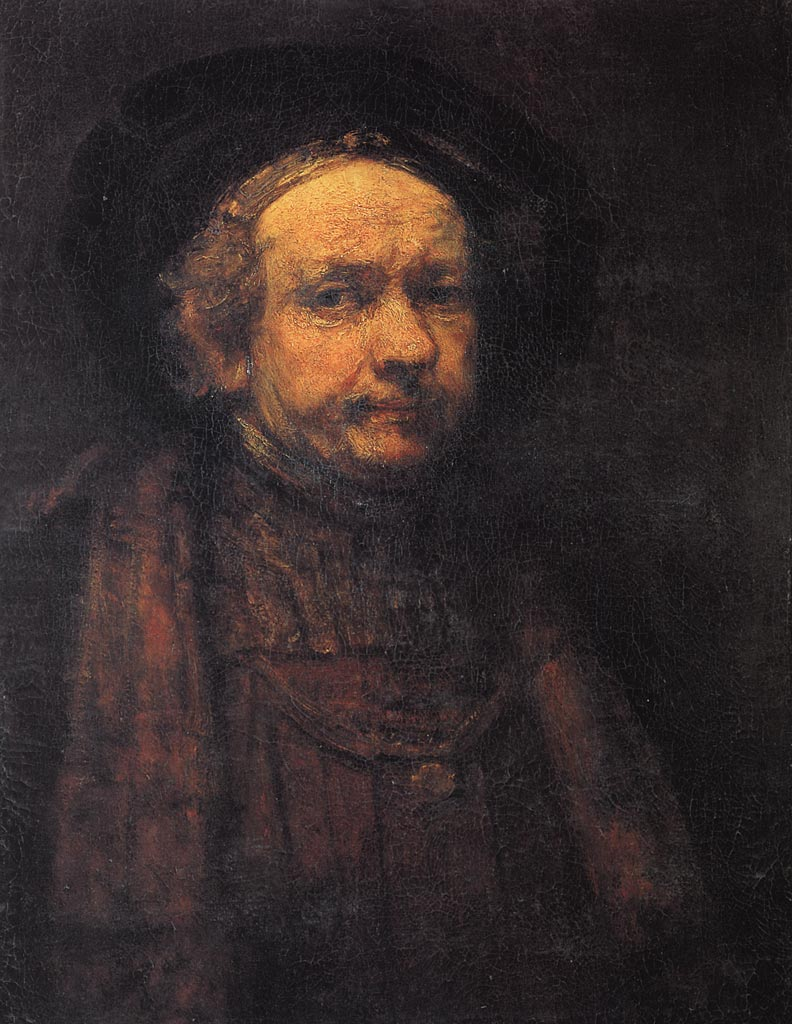
レンブラント『自画像』 (1669年)、ウフィツィ美術館、フィレンツェ

レンブラントが生涯を通して描いた油彩画、素描、エッチングによる数多くの自画像は美術史上、ほかに類例がないといっても過言ではない。素描以外のレンブラントの自画像は、おそらくすべて売却用であった。それら自画像を購入した収集家たちは、著名な画家の作品と肖像を入手するという一石二鳥の特典を得ることができたのである。
この自画像で、レンブラントは落ち着いた黒い服を身に着け、一風変わったベレー帽を被り、自らを気品ある姿に描いている。当初、彼はもっとくつろいだ姿で自身を描くつもりであったが、最終的には白い画家用の帽子の代わりに異国風なベレー帽に替えた。
レンブラントの自画像のうち、彼が死去した1669年に描かれたことが確実な自画像は長い間、本作のみであった。そのため、本作に表された画家は切迫する死を見つめていると思い込む研究者もいた。しかし、1669年の作と判明したロンドン・ナショナル・ギャラリーの『63歳の自画像』や、同時期の作と見なされるようになったウフィツィ美術館 (フィレンツェ) の『自画像』に厭世観が見られないことが理解されると、本作にそうした解釈は適用されなくなった。そもそも、レンブラントの時代の人たちには、自画像から画家の心理を推し量れるとか、自画像を一種の内省とする考えはなく、そうした考えは19世紀以降のものである。
本作はレンブラントの晩年に特有の自在で、表現力に満ちた様式で描かれており、没する前であっても画家の筆さばきは衰えていなかったことが見て取れる。絵具の塗りは厚いもの、薄いものを取り混ぜて、緩めの描き方で仕上げられている。顔、髪、そしてベレー帽を絵具の乾かぬうちにさらに塗り重ねており、そうした箇所は厚塗りになっている。明るい絵具は粘度が高く、ペースト状であるため、その部分の筆痕ははっきりと目に映る。ベレー帽では特にこれが明らかで、赤茶の下塗りに重ねた数本の長い筋は塗り終えたばかりのように見える。横長に絵具を削り取ったところは、布地の襞をいっそう強く印象づける。目や口の周りの影の部分のように、下塗りの層や地塗りが透けてみえるところが何箇所もある。灰色の巻き毛を描くのには、絵具を薄く塗ったところに何本かの線と引っ掻き傷を添えて細部を表現している。薄く塗ったマントの輪郭を強調するためには、指を擦りつけてさえいる。